# Acripia megalesia
Acripia megalesia is een vlinder van de familie van de visstaartjes (Nolidae). De wetenschappelijke naam van deze soort is voor het eerst voorgesteld door Pierre Viette in een publicatie uit 1965.
De soort komt voor op Madagaskar.